# Velkoberezňanská vesnická komunita
Velkoberezňanská vesnická komunita je územní společenství v okrese Užhorod v Zakarpatské oblasti Ukrajiny. Vznikla dne 8. září 2019. Správním centrem je Velký Berezný.
Do této komunity patří:
| Název                 | Název               | Název                       | Název                           |
| transkript do latinky | ukrajinsky          | česky/slovensky             | maďarsky                        |
| --------------------- | ------------------- | --------------------------- | ------------------------------- |
| Behenďacká Pastiľ     | Бегендяцька Пастіль |                             | Alsópásztély, Begengyátpásztély |
| Kňahyňa               | Княгиня             | Kňahynín                    | Csillagfalva, Knyahina          |
| Kosteva Pastiľ        | Костева Пастіль     | Kosťova Pastiľ              | Nagypásztély, Kosztovapásztély  |
| Roztocká Pastiľ       | Розтоцька Пастіль   | Roztocká Pastiľ             | Felsőpásztély, Rosztokapásztély |
| Ruskyj Močar          | Руський Мочар       | Močár, Ruský Močar          | Oroszmocsár                     |
| Stryčava              | Стричава            | Stričava                    | Eszterág, Sztricsava            |
| Velykyj Bereznyj      | Вели́кий Бере́зний    | Velký Berezný/Velká Berezná | Nagyberezna                     |
| Zabriď                | Забрідь             | Zábroď                      | Révhely, Zábrogy                |